# 志明與春嬌 (電影)
《志明與春嬌》（英語：Love In A Puff）是導演彭浩翔於2010年執導的香港電影，由楊千嬅、余文樂領銜主演，編劇為彭浩翔、麥曦茵。故事講述香港室內全面禁煙後，兩個煙民譜出的戀曲。為2010年香港國際電影節的其中一部作品。因為有大量粗口對白，在香港根據《電影檢查條例》，本片被列為三級。在網民大力宣傳推動下，本片上映一個月後獲得6,324,774港元的票房。本片獲得第30屆香港電影金像獎最佳編劇。楊千嬅憑本片提名第30屆香港電影金像獎最佳女主角及香港電影評論學會大獎最佳女演員。
楊千嬅憑電影《志明與春嬌》奪得香港專業電影攝影師學會「攝影師眼中最具魅力女演員」，由於電影角色「余春嬌」深入民心，於5年後與影后吳君如及羅蘭一同獲頒發全民投選電影金影獎「最令人難忘香港電影女角色」一次性獎項。

## 演員

### 主演
- 楊千嬅 飾 余春嬌
- 余文樂 飾 張志明
- 黃德斌 飾 家豪 (春嬌男友)
- 陳逸寧 飾 Isabel (Sephora 職員、余春嬌好友)
- 谷祖琳 飾 孖 K (余春嬌好友)
- 司徒慧焯 飾 李公公 (廣告公司職員、張志明同事)
- 谷德昭 飾 達哥 (廣告公司職員、張志明同事)
- 張達明 飾 Joseph (酒店職員)
- 方皓玟 飾 Patty (廣告公司職員、張志明同事)
- 林兆霞 飾 Brenda (余春嬌好友)
- 關逸揚 飾 Michael (廣告公司職員、張志明同事)
- 林耀聲 飾 黑仔 (廣告公司職員、張志明同事)
- 繆非臨 飾 小紅 (酒樓知客)
- Bitto 飾 薄餅速遞員
- 陸詩韻 飾 惠英 (張志明前女友)
- 徐天佑 飾 便利店職員
- 鄒凱光 飾 食環署職員
- 王宗堯 飾 軍裝警員
- 朱慧敏 飾 細欣
- 劉偉恆 飾 台灣男生
- 筱　靖 飾 Sephora 客人
- 駱應鈞 飾 警長

## 故事簡介
自2007年1月1日開始，香港實施室內全面禁煙，煙民都被迫從辦公室走至後巷抽煙。自此，來自不同背景職業的抽煙族，在後巷開闢了一個打諢聊天、結交朋友的特殊場所。一對男女煙民－－張志明與余春嬌，因抽煙而在骯髒又狹窄的後巷中邂逅。一段錯摸不定、曖昧難測的戀愛關係，由燃點香煙的瞬間中展開。
一次，志明主動上前為春嬌點煙，首先是這個微細動作令春嬌對他加倍留意；而兩人在談天說地間，滿腦子怪念頭的志明更令春嬌樂陶陶，自此一拍即合。志明與春嬌不停互發短訊來往，甚至相約在晚上一起抽煙見面。那晚，志明與春嬌在室內抽煙，惹來衛生署檢控人員追捕，二人牽手拔足狂奔，首度肌膚接觸。

## 電影歌曲
主題曲〈呼吸需要〉
- 演唱：楊千嬅
- 作曲：Kendy Suen
- 填詞：陳詠謙
- 編曲：Edward Chan、Randy Chow

## 獎項及提名
| 獎項                             | 類別                   | 名字           | 結果 |
| 第47屆金馬獎                     | 最佳造型設計           | 文念中、鍾楚婷 | 提名 |
| 第6屆香港電影導演會年度大獎      | 年度傑出導演           | 彭浩翔         | 獲獎 |
| 第6屆香港電影導演會年度大獎      | 年度推介電影           | 志明與春嬌     | 獲獎 |
| 《青年電影手冊》華語十佳頒獎典禮 | 2010年度华语十佳电影   | 志明與春嬌     | 獲獎 |
| 第2屆金榕樹大獎                  | 最佳愛情片             | 志明與春嬌     | 獲獎 |
| 2010年度YAHOO!搜尋人氣大獎       | 本地電影               | 志明與春嬌     | 獲獎 |
| 2010年度演藝動力大獎             | 最突出電影             | 志明與春嬌     | 提名 |
| 2010年度演藝動力大獎             | 最突出電影幕後精英     | 彭浩翔         | 獲獎 |
| 2010年度演藝動力大獎             | 最突出女演員           | 楊千嬅         | 提名 |
| 第30屆香港電影金像獎             | 最佳女主角             | 楊千嬅         | 提名 |
| 第30屆香港電影金像獎             | 最佳編劇               | 彭浩翔、麥曦茵 | 獲獎 |
| 香港電影編劇家協會               | 年度推薦劇本獎         | 彭浩翔、麥曦茵 | 獲獎 |
| 第5屆亞洲電影大獎                | 最佳編劇               | 彭浩翔、麥曦茵 | 提名 |
| 第17屆香港電影評論學會大獎       | 最佳編劇               | 彭浩翔、麥曦茵 | 提名 |
| 第17屆香港電影評論學會大獎       | 最佳男演員             | 余文樂         | 提名 |
| 第17屆香港電影評論學會大獎       | 最佳女演員             | 楊千嬅         | 提名 |
| 第17屆香港電影評論學會大獎       | 最佳電影               | 志明與春嬌     | 提名 |
| 第17屆香港電影評論學會大獎       | 推薦電影               | 志明與春嬌     | 獲獎 |
| 第11屆華語電影傳媒大獎           | 最佳電影               | 志明與春嬌     | 提名 |
| 第11屆華語電影傳媒大獎           | 观众票选最受瞩目女演员 | 楊千嬅         | 獲獎 |
| 第11屆華語電影傳媒大獎           | 观众票选最受瞩目表现   | 楊千嬅         | 提名 |
| 第11屆華語電影傳媒大獎           | 观众票选最受瞩目男演员 | 余文樂         | 提名 |
| 第11屆華語電影傳媒大獎           | 最佳導演               | 彭浩翔         | 提名 |
| 第11屆華語電影傳媒大獎           | 最佳編劇               | 彭浩翔、麥曦茵 | 提名 |
| -------------------------------- | ---------------------- | -------------- | ---- |

## 外部連結
- 官方網站 （页面存档备份，存于）
- Yahoo奇摩電影上《志明與春嬌》的資料（繁體中文）
- MSN娛樂上《志明與春嬌》的資料（繁體中文）

- 開眼電影網上《志明與春嬌》的資料（繁體中文）
- 豆瓣电影上《志明與春嬌》的資料 （简体中文）
- 时光网上《志明與春嬌》的資料（简体中文）
- AllMovie上《志明與春嬌》的资料（英文）
- 爛番茄上《志明與春嬌》的資料（英文）
- 香港影庫上《志明與春嬌》的資料（繁體中文）
- 互联网电影数据库（IMDb）上《志明與春嬌》的资料（英文）